# Isabelle Yacoubou
Isabelle Yacoubou (nacida el 21 de abril de 1986 en Godomey, Benín) es una jugadora de baloncesto francesa.